# Cavour, Piemont
Cavour (pronunție italienească: kavur, de la toponimul piemontez Cavor ; latină: Caburrum) este o comună a provinciei italienești Torino. În 2017, avea o populație de 5.495 de locuitori.

## Demografie
Cavour - evoluția demografică

|  | Graficele sunt indisponibile din cauza unor probleme tehnice. Mai multe informații se găsesc la Phabricator și la wiki-ul MediaWiki. |

Date: Recensăminte sau birourile de statistică - grafică realizată de Wikipedia